# Liubelea, Jovkva
Liubelea (în ucraineană Любеля) este localitatea de reședință a comunei Liubelea din raionul Jovkva, regiunea Liov, Ucraina.

## Demografie
Componența lingvistică a localității Liubelea
     Ucraineană (99,78%)
     Alte limbi (0,22%)
Conform recensământului din 2001, majoritatea populației localității Liubelea era vorbitoare de ucraineană (99,78%), existând în minoritate și vorbitori de alte limbi.